# Greyson Chance
Greyson Michael Chance (Wichita Falls, Texas, 1997. augusztus 16. –) amerikai pop rock énekes és zongorista.

## Karrierje
Greyson kiskora óta énekel. Habár 8 évesen kezdett zongorázni nagyobb zenei képzést az éneklést illetően azonban sosem kapott. 2010-ben a helyi zenei fesztiválon előadta Lady Gaga nagysikerű Paparazzi című számát, melynek felvétele később felkerült a YouTube videó megosztóra ahol eddig már több mint 50 millióan látták. A videó sikerét követően a YouTube nézőinek kérésére több szám saját feldolgozását is feltöltötte csatornájára. Habár több saját szerzeményt is feltöltött (Stars, Broken Hearts), az igazi sikert a Waiting Outside The Lines című száma hozta meg neki 2010 októberében mellyel gyakorlatilag énekesként debütált. Majd nem sokkal ezután jelent meg következő kislemeze az Unfriend You.
A Paparazzi előadásának videófelvételére maga Lady Gaga is felfigyelt. 1 hónappal később meghívták Ellen Degeneres show műsorába, s a felvétel alatt Lady Gaga betelefonált s megdicsérte Greysont az előadásáért, valamint további kitartó munkára biztatta, illetve azt tanácsolta neki: „Maradj távol a lányoktól!”. Majd a felvétel után három nappal május 16-án szintén az Ellen show-ban elénekelte a Broken Hearts című saját szerzeményét, majd a műsor végén 10.000.000$-os nyereményt vehetett át Ellentől. Nem sokkal később 2010 júniusában Los Angelesbe költözött családjával, hogy felvegye első albumát. Az első elkészült kislemez dala, Waiting Outside the Lines címmel jelent meg Ellen Degeneres lemezkiadó cégénél. December közepén megjelent az első kislemezének zenei videója is.
2011 húsvétján a Fehér Házban énekelt az amerikai elnöknek és családjának. Azon év további részében Cody Simpson társaságában turnézott a Waiting 4U keretén belül Amerika minden szegletében. 2011 novemberében már délkelet-ázsiai turnét szerveztek a számára. Valamint megjelent első nagy albuma a Hold On’til the Night.
2012-ben visszatért a térségbe és koncerteket adott például: Kuala Lumpur, Szingapúr, Jakarta, Hongkong és Bangkok koncert termeiben. Augusztusban fellépett és díjazott volt a Mandarin Music Awards-on Pekingben. Azon év októberében megjelent következő albuma Truth Be Told, Part 1 melynek folytatása ez évben várható.

## Képgaléria

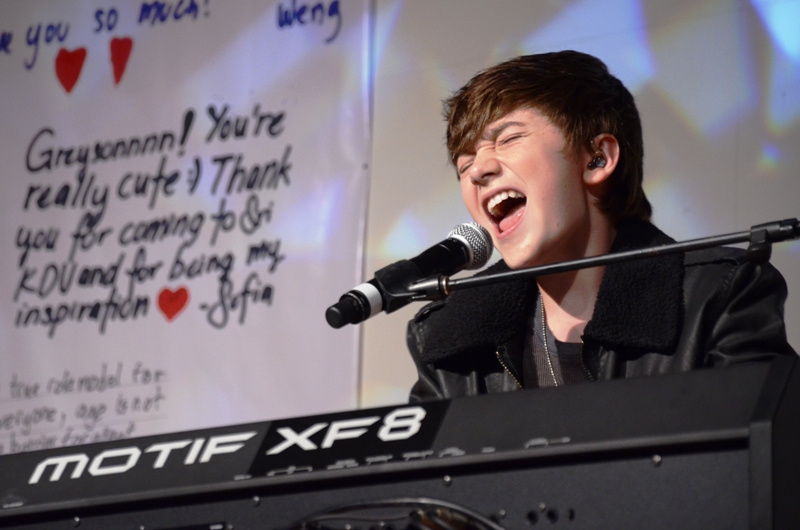
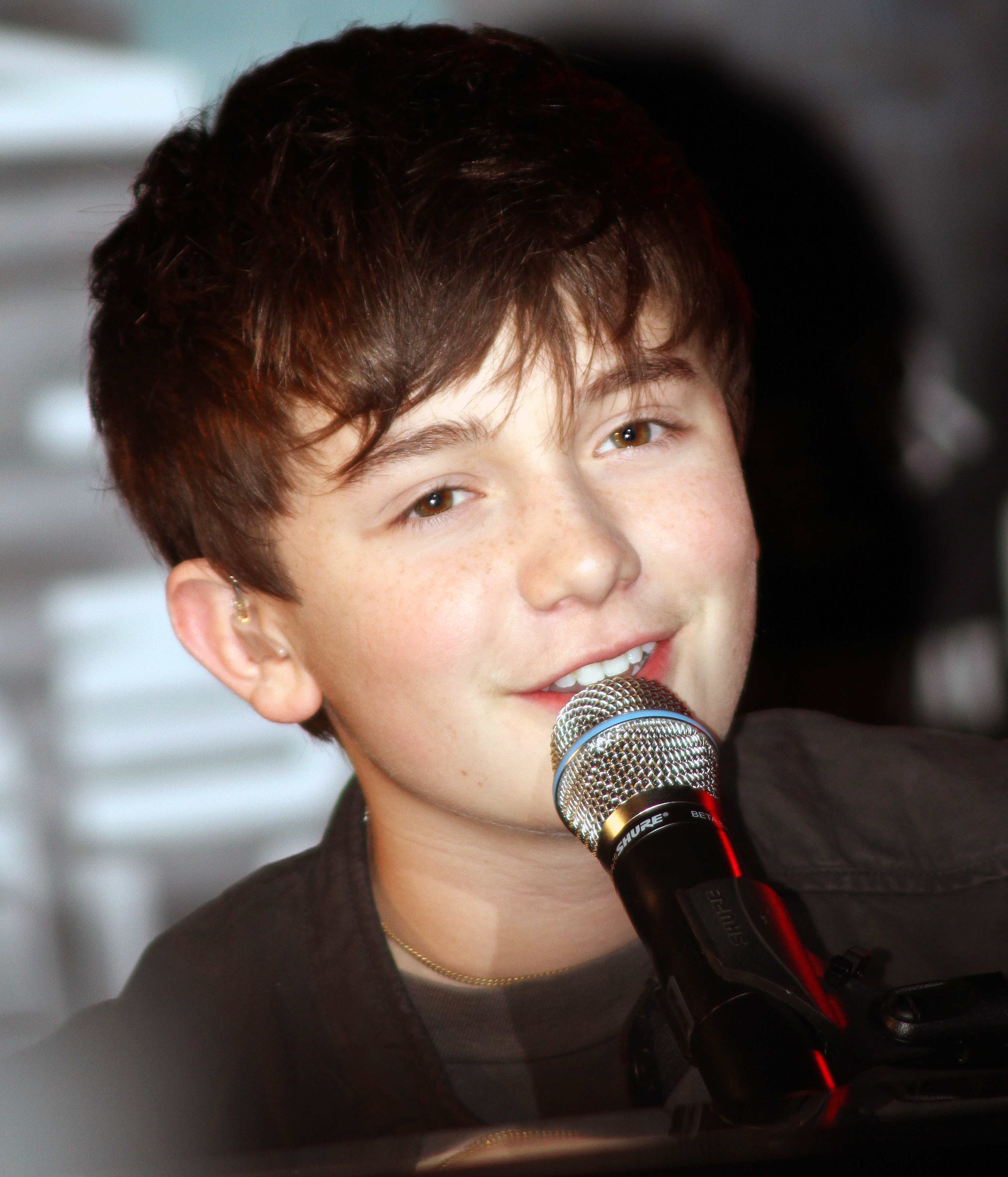
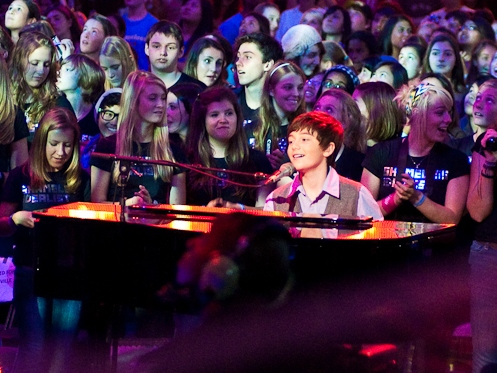
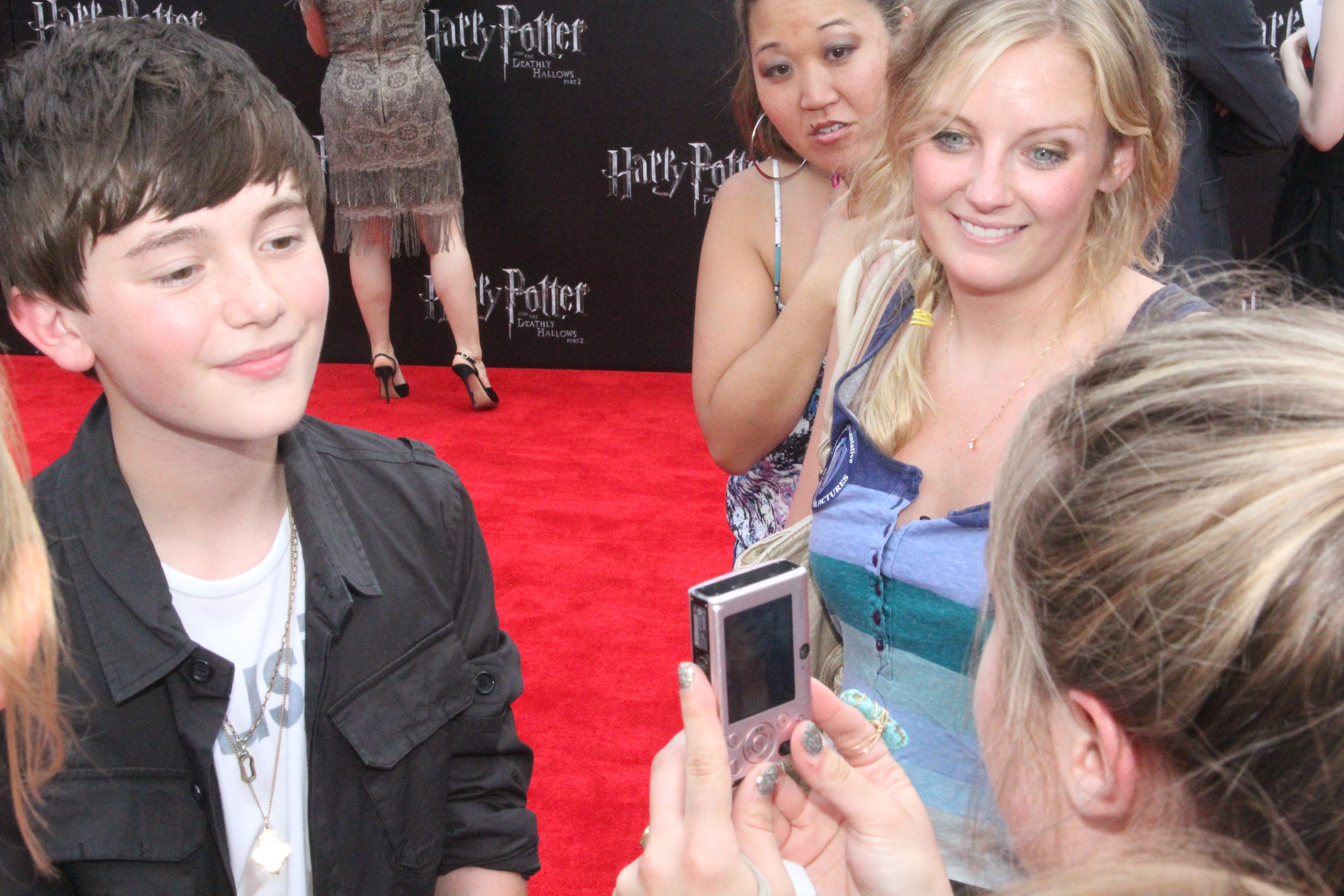

## Magánélete

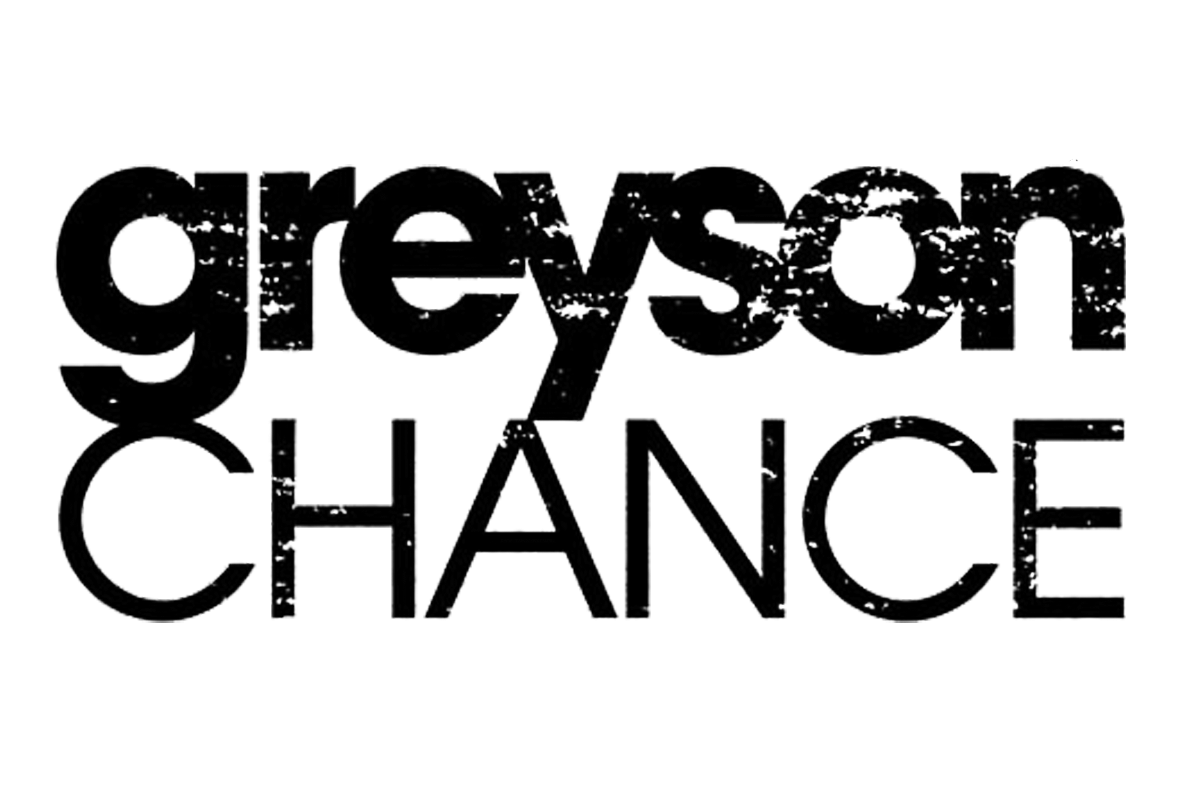
Greyson Chance logója

Greyson, Scott és Lisa Chance 3. gyermekeként látta meg a napvilágot. Két testvére Alexa (1995) és Tanner (1992) is zenélnek.
Greyson Wichita Falls-ban Texas államban született, de jelenleg Edmond-ban Oklahoma államban él. 2010 májusában fejezte be a 6. osztályt a Cheyenne Middle School iskolában, Edmond-ban. Most magántanuló.
Elmondása szerint inspirációját Lady Gagától és Augustun-ától kapta: „Szeretem azokat a zenészeket akik képesek a zenén keresztül átadni érzelmeiket s a szívükből énekelnek. Azt remélem, hogy a dalaimmal én is valami hasonlót érhetek el.”

## Diszkográfia

### Albumok
| Év   | Album                 | Kiadó                                        |
| ---- | --------------------- | -------------------------------------------- |
| 2011 | Hold On'til the Night | Eleveneleven, Maverick, Geffen, Streamline   |
| 2012 | Truth Be Told, Part 1 | Geffen, ElevenEleven, Maverick, Atom Factory |

### Kislemezek
| Év   | Cím                       |
| ---- | ------------------------- |
| 2010 | Waiting Outside the Lines |
| 2011 | Unfriend You              |
| 2011 | Take A Look At Me Now     |
| 2011 | Hold On 'til the Night    |
| 2012 | Sunshine & City Lights    |

### Zenés videóklipek
| Év   | Dal                       | Rendező                     |
| ---- | ------------------------- | --------------------------- |
| 2010 | Waiting Outside the Lines | Sanaa Hamri                 |
| 2011 | Unfriend You              | Marc Klasfeld               |
| 2011 | Take A Look At Me Now     | Getmusic Asia               |
| 2011 | Hold On 'til the Night    | Dano Cerny, Marielle Tepper |
| 2012 | Sunshine & City Lights    | Clarence Fuller             |

## Díjak és elismerések
| Év   | Kategória                                         | Díj                            | Eredmény |
| ---- | ------------------------------------------------- | ------------------------------ | -------- |
| 2010 | Choice Web Star                                   | Teen Choice Awards             | Jelölés  |
| 2010 | Icon of Tomorrow                                  | J-14 Teen Icon Awards          | Jelölés  |
| 2010 | Teen Pick: YouTube Artist                         | Hollywood Teen TV Awards       | Jelölés  |
| 2011 | Favorite Viral Video Star                         | People's Choice Awards         | Jelölés  |
| 2011 | Rockin’ New Artist of the Year                    | Youth Rock Awards              | Jelölés  |
| 2012 | Most Popular New International Artist of the Year | MTV-CCTV Mandarin Music Awards | Nyert    |
| 2013 | Most Dedicated Fan Army                           | Heat Tweets Award              | Nyert    |
| 2013 | Greatest Youtube Star                             | Popdust Award                  | Jelölés  |